# Discours sur la négritude

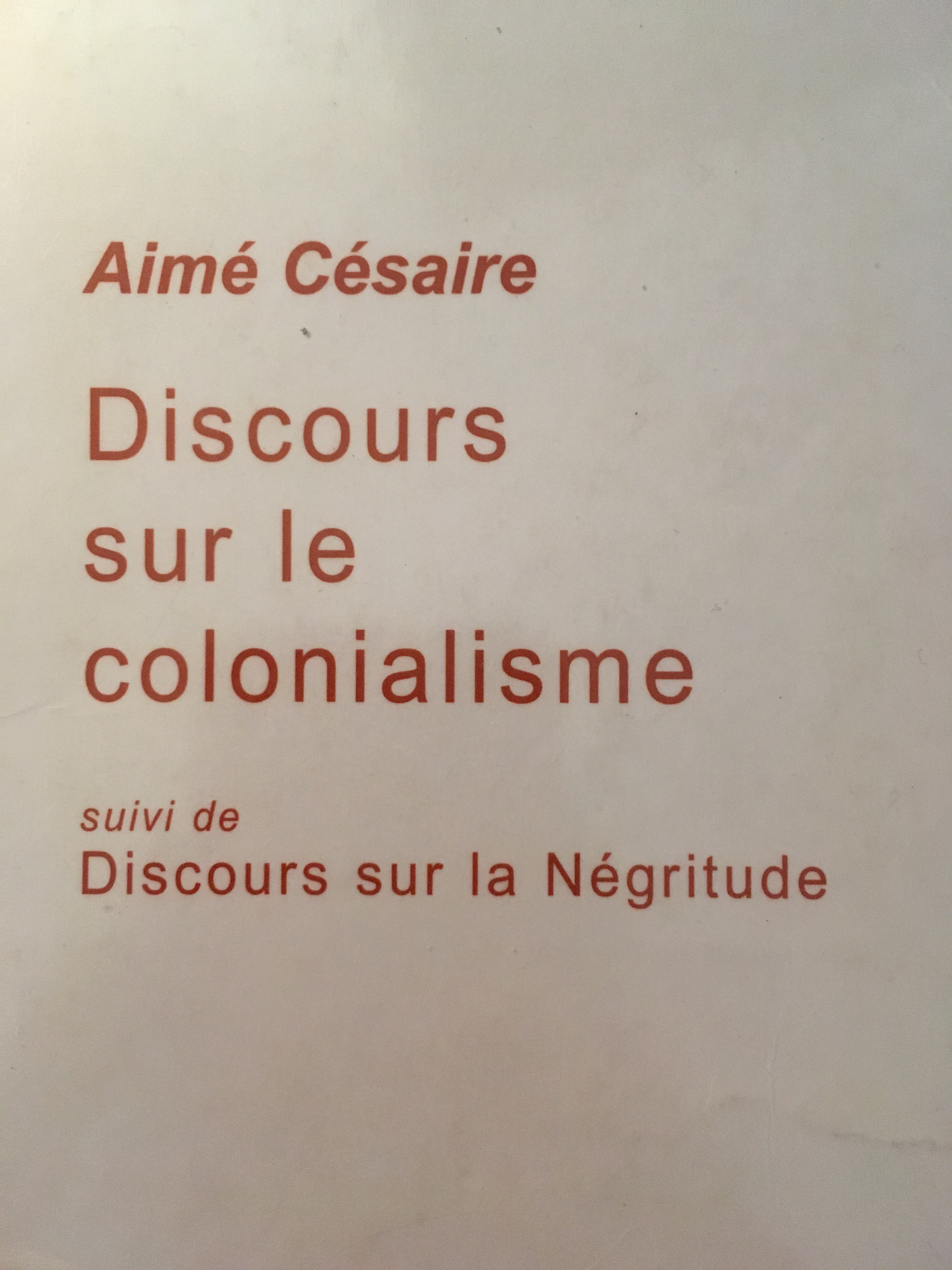
Aimé Césaire, Discours sur le colonialisme suivi de Discours sur la Négritude, Paris, Présence Africaine, 2004.

Le Discours sur la Négritude est prononcé par l’écrivain Aimé Césaire le 26 février 1987 à l’Université internationale de Floride, lors de la première conférence des peuples noirs de la diaspora à Miami. Le texte porte le titre « Négritude, Ethnicité et Culture Afro aux Amériques ».
Dans cette intervention, Césaire revient sur le mouvement littéraire de la Négritude, forgé dans les années 1930 pour dénoncer le colonialisme et affirmer les cultures africaines et afrodescendantes.

## Apports généraux du discours
Ce discours se situe dans le prolongement du Discours sur le colonialisme prononcé le même jour, lui-même issu d’un pamphlet publié en 1951.
Le mouvement de la Négritude s’est structuré à Paris autour de Léopold Sédar Senghor, Léon-Gontran Damas et Aimé Césaire.

## Contexte

### La naissance du mouvement de la Négritude
Dans les années 1930, Aimé Césaire, avec le poète et homme d’État sénégalais Léopold Sédar Senghor et l’écrivain et homme politique guyanais Léon-Gontran Damas, élabore le concept de « Négritude », matrice d’un mouvement émancipateur transfrontalier destiné en premier lieu aux populations noires. Le terme apparaît notamment dans la revue L'Étudiant noir.
Pensée comme un humanisme nouveau, à la fois identitaire et ouvert, la Négritude se présente chez Césaire comme le fil conducteur d’une critique du colonialisme — en particulier du colonialisme français. Dans le Discours sur le colonialisme, il dénonce « la barbarie du colonisateur et le malheur du colonisé » et caractérise la colonisation comme une « machine déshumanisante » et « exploiteuse d’êtres humains », destructrice de civilisations.
Le registre poétique mobilisé par Césaire souligne la place de la littérature dans son engagement politique. La Négritude y est décrite à la fois comme un réflexe d’autodéfense et de résistance, et comme un horizon de transformation sociale et politique.
Ce cadre peut être rapproché de certaines théories du changement social. Ainsi, l’afrocentricité du professeur afro-américain Molefi Kete Asante (2003) est définie comme « un mode de pensée et d’action centré sur les valeurs, les perspectives et les intérêts africains […], visant une éthique du Blackness » (p. 2).

### L’impact de la mondialisation
Au cours des années 1980, la mondialisation s’impose comme l’ouverture accrue des économies nationales aux échanges internationaux, renforçant l’interdépendance entre États et contribuant à une certaine homogénéisation culturelle, souvent au bénéfice de modèles occidentaux.
Dans ce contexte, l’affirmation culturelle défendue par Aimé Césaire dans son discours de Miami (1987) peut être lue comme une réponse aux effets uniformisants de la mondialisation.

### La première conférence des peuples noirs de la diaspora
Près de quarante ans après la publication du Discours sur le colonialisme, Césaire prononce en 1987 son Discours sur la Négritude aux États-Unis, lors de la première conférence hémisphérique des peuples noirs de la diaspora.
Le 26 février 1987, un hommage lui est rendu à Miami au cours d’un gala en présence de Wole Soyinka, premier lauréat noir du Prix Nobel de littérature, et de Léopold Sédar Senghor. Le discours, prononcé à l’Université internationale de Floride, marque les participantes et participants. Dans la lignée de la fondation du mouvement avec Senghor et Damas, Césaire y adresse un message d’espoir aux minorités afro-descendantes.
Intitulée « Négritude, ethnicité et culture africaine aux Amériques », la conférence réunit plus de 500 responsables politiques, culturels et universitaires de la diaspora noire. Dédié à Aimé Césaire — poète, intellectuel et maire de Fort-de-France —, l’événement accueille également Léopold Sédar Senghor, venu pour la première fois en visite privée aux États-Unis.

## Résumé
Le Discours sur la Négritude est prononcé lors de la première conférence hémisphérique des peuples noirs, organisée en hommage à Aimé Césaire, invité à s’exprimer sur le thème « Négritude, ethnicité et cultures afro aux Amériques ».
Césaire ouvre par des remerciements aux organisatrices et organisateurs, puis annonce l’axe central de sa réflexion : la condition des personnes noires dans le monde. Mouvement littéraire fondé dans les années 1930 avec Léopold Sédar Senghor et Léon-Gontran Damas, la Négritude renvoie, selon lui, à une réalité ethnique mais excède la seule question de la couleur de peau ; elle témoigne de « l’une des formes historiques de la condition faite à l’être humain ».
Il souligne que la conférence de Miami rassemble des personnes ayant « vécu les pires violences de l’histoire », au-delà des seules origines africaines. Les populations noires sont décrites comme une communauté marquée par « l’oppression subie », la discrimination et l’exclusion. La Négritude devient alors « une manière de vivre l’histoire dans l’histoire » : conscience de la différence, mémoire, fidélité et solidarité. Elle s’affirme comme un sursaut de dignité, un refus de l’oppression et une contestation des lectures réductrices issues de l’eurocentrisme.
Césaire rend hommage à ce qu’il nomme la « première Négritude », portée par la Négro-Renaissance (Black Renaissance) aux États-Unis au début du XXe siècle, avec des figures comme W. E. B. Du Bois, Langston Hughes, Claude McKay, Countee Cullen, Sterling Brown, Richard Wright ou Chester Himes.
En conclusion, il réaffirme les principes et objectifs du mouvement : quête d’une identité noire et affirmation du droit à la différence.

## Critiques
Selon l’ouvrage de Jean Hérold Paul, La Négritude à la limite (2014), des références à la magie noire et au chamanisme occupent une place significative dans la poésie de certains auteurs et autrices associés à la Négritude. L’auteur interroge la représentation de l’Afrique dans les pensées haïtienne et antillaise de l’émancipation.
L’analyse porte sur la prise de conscience de l’Afrique noire comme composante essentielle de la pensée caribéenne, notamment en Haïti et en Martinique. Jean Hérold Paul relie ce panafricanisme aux fondateurs de la révolution haïtienne et en situe des jalons chez le penseur haïtien Anténor Firmin, ainsi que chez Edward Wilmot Blyden (îles Vierges danoises) et Henry Sylvester-Williams (Trinité-et-Tobago).
L’ouvrage met en évidence des fondements anthropologiques chez Césaire et interroge leur « traductibilité politique », au regard notamment des approches nationalistes et indépendantistes de Frantz Fanon et Édouard Glissant. Après avoir discuté les limites des ambitions révolutionnaires de la Négritude, l’auteur propose des réformes institutionnelles qui suscitent débat. Il laisse ouverte la question des voies d’émancipation caribéennes.

## Héritage de la Négritude

### L’art
À l’instar de la littérature, les arts visuels sont mobilisés par des penseuses et penseurs proches de la Négritude. La représentation des personnes noires dans les sociétés postcoloniales — où leur statut demeure souvent ambigu — constitue l’un des thèmes explorés par l’artiste portoricain Pablo Marcano. Dans Bailando con los Blancos (1984), il figure une personne noire enchaînée à un arbre, mains liées, peinant à se libérer. Le motif des fers symbolise la condition imposée aux populations noires dans des sociétés marquées par des structures de pouvoir héritées du colonialisme.

### Le rap
Parallèlement, des formes musicales comme le rap portent une parole contestataire issue de générations marginalisées. Ce genre sert de vecteur de dénonciation d’un ordre social perçu comme injuste.
Le rappeur français d’origine congolaise Youssoupha publie l’album Noir Désir (2012), où le rap est envisagé comme tentative de réappropriation du récit historique. Un morceau propose de lire la Négritude comme une histoire à écrire : au passé — en rappelant l’esclavage et la colonisation et en comblant les silences de l’histoire officielle (« Mon Histoire est écrite par Frantz Fanon et par Sankara ») —, et au futur — dans un présent porteur d’espoir (« On y arrivera malgré les différences et les enclaves / C’est l’histoire d’un peuple au cœur de roi et au sang d’esclave »).